# س. هيريك هاموند
س. هيريك هاموند (بالإنجليزية: C. Herrick Hammond)‏ هو مهندس معماري أمريكي، ولد في 1882، وتوفي في 1969.